# قودجان
قودجان هي قرية في مقاطعة خوانسار، إيران. يقدر عدد سكانها بـ 1472 نسمة بحسب إحصاء 2016.